# Eldens vrede
Eldens Vrede är en ungdomsroman av Henning Mankell utgiven 2007. Det är den tredje delen i berättelsen om det afrikanska barnet Sofia som lever ett liv i fattigdom, efter Eldens hemlighet och Eldens gåta. Historien om Sofia som blev av med sina ben i en minexplosion fortsätter och nu har hon en man och tre barn. Men Sofia misstänker att han har en annan kvinna och börjar söka efter svaret.